# Vuzenica (plaats)
Vuzenica (Duits: Saldenhofen) is een plaats in Slovenië en maakt deel uit van de gemeente Vuzenica in de NUTS-3-regio Koroška. De plaats telde 1.522 inwoners op 1 januari 2020.